# Richard Henry Lee

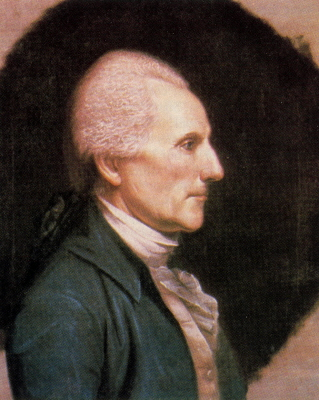
Richard Henry Lee

Richard Henry Lee (* 20. Januar 1732 auf der Stratford-Hall-Plantage, Colony of Virginia; † 19. Juni 1794 in Chantilly, Virginia) war der sechste Präsident des Kontinentalkongresses und ist als Unterzeichner der Verfassung der Vereinigten Staaten einer der Gründerväter der Vereinigten Staaten. Als Vertreter Virginias brachte er im Juni 1776 die nach ihm benannte Lee Resolution in den Kongress ein, die dieser am 2. Juli 1776 annahm und zwei Tage später in der Unabhängigkeitserklärung der Vereinigten Staaten publik machte.

## Leben
Richard Lee war Mitglied der in Virginia bekannten Lee Familie. Seine Brüder Arthur (1740–1792) und Francis spielten wichtige Rollen zur Zeit der amerikanischen Revolution; sein Vater Thomas Lee (1690–1750) war stellvertretender Gouverneur der Colony of Virginia. Ein weiterer Bruder namens William (1739–1795) war während der amerikanischen Revolution im diplomatischen Dienst der amerikanischen Bewegung. Ein entfernter Verwandter war der spätere Südstaatengeneral Robert Edward Lee. Richard Lee wurde an der Akademie der Queen Elizabeth Grammar School in Wakefield in Yorkshire, England ausgebildet. 1752 kehrte er nach Virginia zurück, wo er einen juristischen Beruf ergriff. 1757 wurde er zum Friedensrichter von Westmoreland County ernannt. 1761 wurde er in das House of Burgesses von Virginia gewählt, wo er bis 1788 blieb. Als früher Fürsprecher der Unabhängigkeit wurde er einer Ersten, die Korrespondenzkomitees zwischen den vielen an der Unabhängigkeit interessierten Amerikanern in den verschiedenen Kolonien gründeten.
Im August 1774 wurde Lee als Delegierter zum Ersten Kontinentalkongress in Philadelphia gewählt. 1775 wurde er Oberst der Miliz des Westmoreland County. In der Lee Resolution trieb Lee die Bewegung im Kontinentalkongress zur Abgabe der Unabhängigkeitserklärung voran. Wegen Lees Abwesenheit vom Kongress auf Grund der Krankheit seiner Frau wurde Thomas Jefferson ausgewählt, die Erklärung zu schreiben.
Lee war gegen die Schaffung einer Verfassung der Vereinigten Staaten, weil er keine Zentralregierung wünschte. Wegen seines Drängens wurde der 10. Zusatzartikel zur Verfassung geschrieben, der alle nicht erwähnten Gewalten den Einzelstaaten oder dem Volk zuschreibt. Lee wurde durch die gesetzgebende Versammlung Virginias zu einem seiner ersten zwei Senatoren gewählt, war aber wegen seiner schwachen Gesundheit 1792 gezwungen, abzudanken.
Er starb in seinem Haus und ist auf dem Burnt House Field Cemetery in Mount Pleasant bei Hague im Westmoreland County begraben.
Nach ihm sind Lee County in Georgia und Lee County in Illinois benannt.

## Biographische Daten
- Eltern:
  - Thomas Lee (* 1690, † November 1750)
  - Hannah Harrison Ludwell (* 1701, † 25. Januar 1750)
- Geschwister:
  - Philip Ludwell Lee (* 1726, † 1775)
  - Hannah Lee (* 1728, † 1782)
  - Thomas Ludwell Lee (* 1730, † 1778)
  - Francis Lightfoot Lee (* 1734, † 1797)
  - Alice Lee (* 1736, † 1818)
  - William Lee (* 1739, † 1795)
  - Arthur Lee (* 1740, † 1792)
- Verheiratet mit Ann Aylett (* 1738, † 12. Dezember 1768) am 3. Dezember 1757
- Kinder mit Ann:
  - Thomas Lee (* 20. Oktober 1758, † 7. Oktober(?) 1805)
  - Ludwell Lee (* 13. Oktober 1760, † 23. März 1836)
  - Mary Lee (* 28. Juli 1764, † 1795)
  - Hannah Lee (* 1766(?), † 1801(?))
- Verheiratet mit Anne Gaskins Pinckard im Juli 1768
- Kinder mit Anne:
  - Anne Lee (* 1. Dezember 1770, † 9. September  1804)
  - Henrietta Lee (* 10. Dezember 1773, † 1804(?))
  - Sarah Lee (* 27. Dezember 1775, † 8. Mai 1837)
  - Cassius Lee (* 18. August 1779, † 8. Juli 1798)
  - Francis Lightfoot Lee (* 18. Juni 1782, † 13. April 1850)

## Politische Ämter
- Friedensrichter für Westmoreland County, Virginia (1757)
- House of Burgesses der Kolonie Virginia (1758–1775)
- Mitglied des Kontinentalkongresses (1774–1779, 1784–1785, 1787)
- Unterzeichner der Unabhängigkeitserklärung der Vereinigten Staaten
- House of Burgesses des Staates Virginia (1777, 1780, 1785)
- Oberst der Westmoreland, Virginia Miliz
- Senator der Vereinigten Staaten für Virginia (4. März 1789 – 8. Oktober 1792)
- Präsident pro tempore während des zweiten Kontinentalkongresses